# Lophotaspis corbiculae
Lophotaspis corbiculae är en plattmaskart som beskrevs av T. Moriya 1944. Lophotaspis corbiculae ingår i släktet Lophotaspis och familjen Aspidogastridae. Inga underarter finns listade i Catalogue of Life.